# Muzeum Narodowe w Poznaniu
Muzeum Narodowe w Poznaniu (MNP) – muzeum sztuki w Poznaniu, narodowa instytucja kultury, założone w 1919 roku jako Muzeum Wielkopolskie w Poznaniu, od 1950 roku nosi obecną nazwę.
Muzeum jest wpisane do Państwowego Rejestru Muzeów, prowadzonego przez ministra właściwego do spraw kultury i ochrony dziedzictwa narodowego, zgodnie z art. 13 ustawy z dnia 21 listopada 1996 roku o muzeach.

## Historia powstania

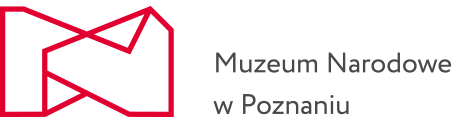
Logo MNP

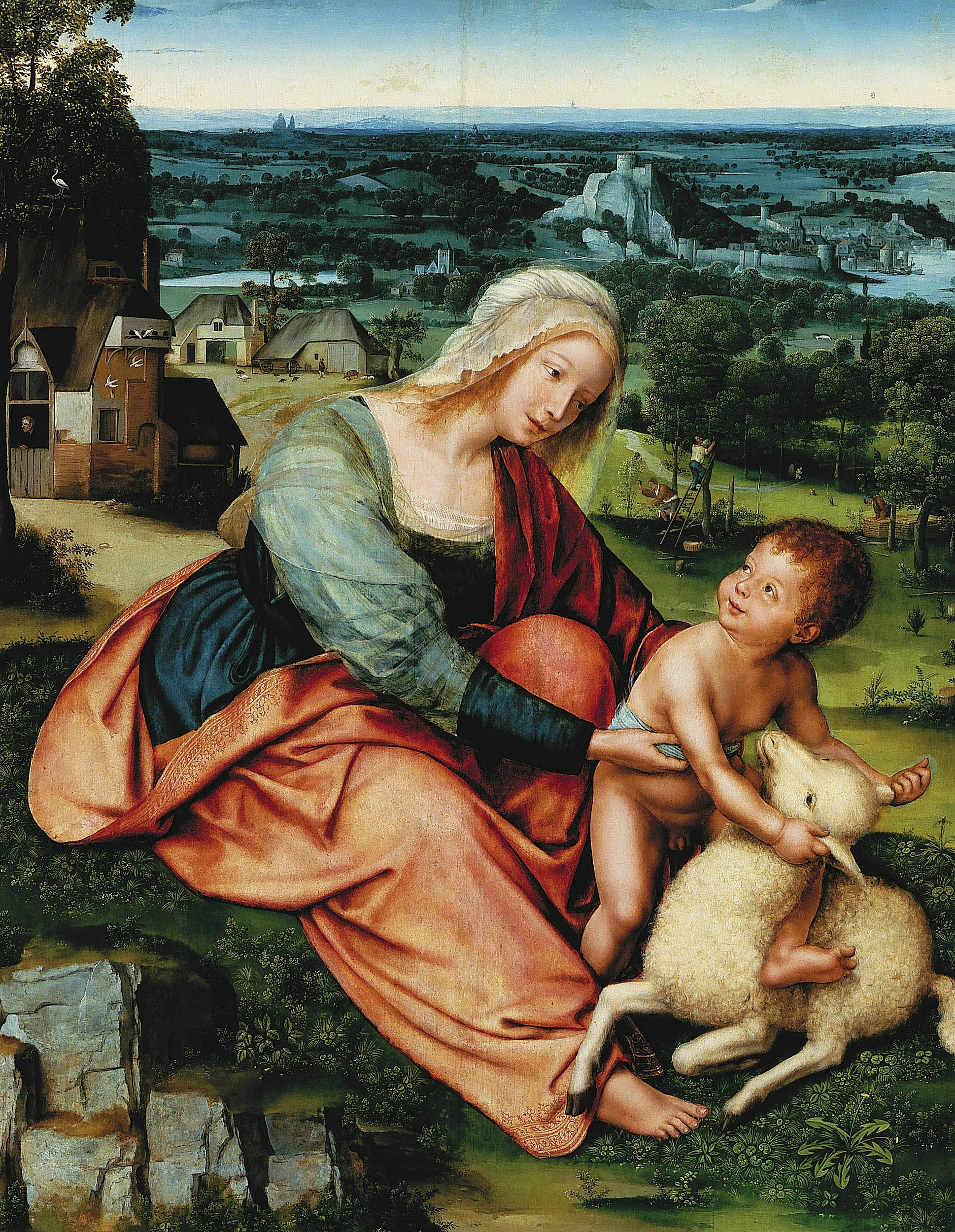
Madonna z dzieciątkiem i barankiem Quentin Massys, 1513, Muzeum Narodowe w Poznaniu (gmach główny)

Muzeum Narodowe w Poznaniu powstało z połączenia kilku historycznych kolekcji, z której najstarsza - Muzeum Starożytności Polskich i Słowiańskich w Wielkim Księstwie Poznańskim - powstała w 1857 roku przy Poznańskim Towarzystwie Przyjaciół Nauk (wówczas Towarzystwo Przyjaciół Nauk, skrót: TPN). Fundamentem dla dzisiejszej kolekcji stanowią dary Seweryna Mielżyńskiego dla Towarzystwa zakupione w 1870 roku od Edwarda Rastawieckiego. Ten bogaty zbiór obrazów, rycin i rysunków polskich twórców końca XVIII i pierwszej połowy XIX wieku, kolekcja monet, medali, artefaktów archeologicznych i księgozbiór przekazany został w całości rok później na własność Towarzystwa, wraz z tzw. Galerią Miłosławską – kolekcją własną Mielżyńskiego złożoną z dzieł twórców europejskich i księgozbioru. Mielżyński zakupił również działkę, na której zorganizowano wystawę zgromadzonych zbiorów. Otwarty w 1882 roku gmach z kolekcją TPN nazwał Muzeum im. Mielżyńskich dla uznania zasług rodziny w gromadzeniu i upowszechnianiu zbiorów.
W 1894 roku władze pruskie założyły Provinzial Museum in Posen (Prowincjonalne Muzeum w Poznaniu) ze zbiorami sztuki, kolekcją przyrodniczą i przemysłu artystycznego, które w 1902 roku przemianowano na Kaiser Friedrich Museum (Muzeum Cesarza Fryderyka III). Rangę tego Muzeum w znacznym stopniu zdeterminowała zdeponowana w nim w 1903 r. kolekcja Atanazego Raczyńskiego. W 1904 pruskie muzeum otrzymało na siedzibę budynek przy placu Wolności (wówczas Wilhelmsplatz), specjalnie zaprojektowany do celów wystawienniczych przez Karla Hinkeldeyna, który mieści obecnie Galerię Malarstwa i Rzeźby.
Po odzyskaniu niepodległości w 1919 roku, Muzeum Cesarza Fryderyka III przemianowano na Muzeum Wielkopolskie. W następnych latach przyjęto w depozyt zbiory z Muzeum im. Mielżyńskich oraz dokonano nowych zakupów, zwłaszcza w zakresie współczesnego malarstwa i rzeźby. W okresie międzywojennym muzeum rozrosło się do trzech oddziałów: Galerii Malarstwa i Rzeźby, zajmującej budynek przy pl. Wolności, Muzeum Archeologicznego w gmachu TPN (dawna siedziba Muzeum Mielżyńskich) oraz Muzeum Przyrodniczego przy Ogrodzie Zoologicznym (obecnie pod opieką Polskiej Akademii Nauk).
Podczas II wojny światowej władze niemieckie ponownie przemianowały instytucję na Kaiser Friedrich Museum Posen. Najcenniejsze dzieła wywieziono w głąb Rzeszy, część została zniszczona lub zagrabiona, zwłaszcza w Bitwie o Poznań w 1945. Największe straty poniosły zbiory przyrodnicze i etnograficzne.
Jeszcze w 1945 roku poznańskie środowisko rozpoczęło odbudowę zbiorów Muzeum Wielkopolskiego. W 1949 roku ze zbiorów malarstwa Edwarda A. Raczyńskiego utworzono Muzeum w Rogalinie oraz wyodrębniono Dział Kultury i Sztuki Ludowej (dziś Muzeum Etnograficzne w Poznaniu). Starania poznańskich muzealników sprawiły, że w 1950 roku Muzeum Wielkopolskie w Poznaniu zostało przekształcone w Muzeum Narodowe w Poznaniu. Jednocześnie zbiory Muzeum Prehistorycznego, oddziału wyodrębnionego jeszcze w 1945, przekształcono w osobne Muzeum Archeologiczne w Poznaniu z siedzibą w pałacu Górków. W kolejnych latach kolekcję rozbudowywano i otwierano kolejne oddziały:
- w 1952 Muzeum Instrumentów Muzycznych w Poznaniu
- w 1954 Muzeum Historii Miasta Poznania z siedzibą w poznańskim ratuszu
- w 1962 Muzeum w Gołuchowie
- w 1963 Wielkopolskie Muzeum Wojskowe
- w 1965 Muzeum Rzemiosł Artystycznych (dziś Muzeum Sztuk Użytkowych w Poznaniu) z siedzibą na zamku królewskim w Poznaniu
- w 1970 Muzeum im. Adama Mickiewicza w Śmiełowie.

W latach siedemdziesiątych odrestaurowano elewację gmachu głównego Muzeum Narodowego: zmontowano na fasadzie głównej mozaiki według projektu Zbigniewa Bednarowicza oraz Józef Murlewski uzupełnił uszkodzenia powstałe w czasie działań wojennych.
Kolejne dekady to dalszy intensywny rozwój Galerii Malarstwa i Rzeźby, w ramach której w 1975 roku powstał Dział Plakatu i Designu (dziś Galeria Plakatu i Projektowania Graficznego), który w 1982 roku objął także zbiory wzornictwa. Dekadę później Galeria Sztuki Współczesnej wzbogaciła się o Dział Fotografii, Filmu i Video.
W 1990 roku przy Muzeum Narodowym w Poznaniu Edward B. Raczyński w swoją setną rocznicę urodzin ustanowił Fundację im. Raczyńskich, która wniosła do muzeum jako depozyt zbiory rodu Raczyńskich zgromadzone w Rogalinie.
W 2001 otwarto nowe skrzydło Galerii Malarstwa i Rzeźby, którego budowę planowano już na przełomie lat 60. i 70. XX wieku. Z uwagi na kontrowersyjną architekturę obiekt bywał nazywany jamnikiem. W latach 2025-2026 gmach główny przechodzi generalny remont i restaurację elewacji.

## Nagrody
- Grand Prix w Konkursie na Wydarzenie Muzealne Roku w Wielkopolsce „IZABELLA 2023” (2024).[7]

## Dyrektorzy
- prof. dr hab. Kazimierz Malinowski (1948–1956)
- prof. dr hab. Zdzisław Kępiński (1956–1966)
- prof. dr hab. Kazimierz Malinowski (1966–1977)
- dr Henryk Kondziela (1978–1990)
- prof. dr hab. Konstanty Kalinowski (1990–2000)
- prof. dr hab. Wojciech Suchocki (2000–2018)
- dr Adam Soćko (p.o., 2018–2019)
- mgr Tomasz Łęcki (od 2019)

## Oddziały Muzeum
| Zdjęcie | Oddział                                           | Adres                                          |
| ------- | ------------------------------------------------- | ---------------------------------------------- |
|         | Gmach główny (dawniej Galeria Malarstwa i Rzeźby) | Poznań, Al. Marcinkowskiego 9                  |
|         | Ratusz – Muzeum Poznania                          | Poznań, Stary Rynek 1 (Ratusz)                 |
|         | Muzeum Sztuk Użytkowych                           | Poznań, ul. Góra Przemysła 1 (Zamek królewski) |
|         | Wielkopolskie Muzeum Wojskowe                     | Poznań, Stary Rynek 9                          |
|         | Muzeum Instrumentów Muzycznych                    | Poznań, Stary Rynek 45                         |
|         | Muzeum Etnograficzne                              | Poznań, ul. Grobla 25                          |
|         | Pałac w Rogalinie                                 | Rogalin                                        |
|         | Zamek w Gołuchowie                                | Gołuchów                                       |
|         | Muzeum im. Adama Mickiewicza w Śmiełowie          | Śmiełów                                        |